# 普門駅 (慶尚北道)
普門駅（ポムンえき）は、大韓民国慶尚北道醴泉郡にかつて存在した韓国鉄道公社の駅である。

## 歴史
- 1966年10月11日 - 開業。
- 2001年7月1日 - 廃止。

## 隣の駅
韓国鉄道公社
慶北線
眉山駅 - 普門駅 - 獐山駅